# Congrés Internacional de Matemàtics de 1928
El Congrés Internacional de Matemàtics de 1928 va ser el vuitè Congrés Internacional de Matemàtics celebrat a partir del 3 de setembre al 10 de setembre de 1928, a Bologna, Itàlia.
Al Congrés van participar 836 membres, més 280 familiars.

## Visió general
El Govern d'Itàlia va donar al Congrés un fort suport financer per impressionar els visitants internacionals amb el seu sistema polític.
David Hilbert va pronunciar un discurs titulat "Les matemàtiques no saben les races".